# Sport i Göteborg

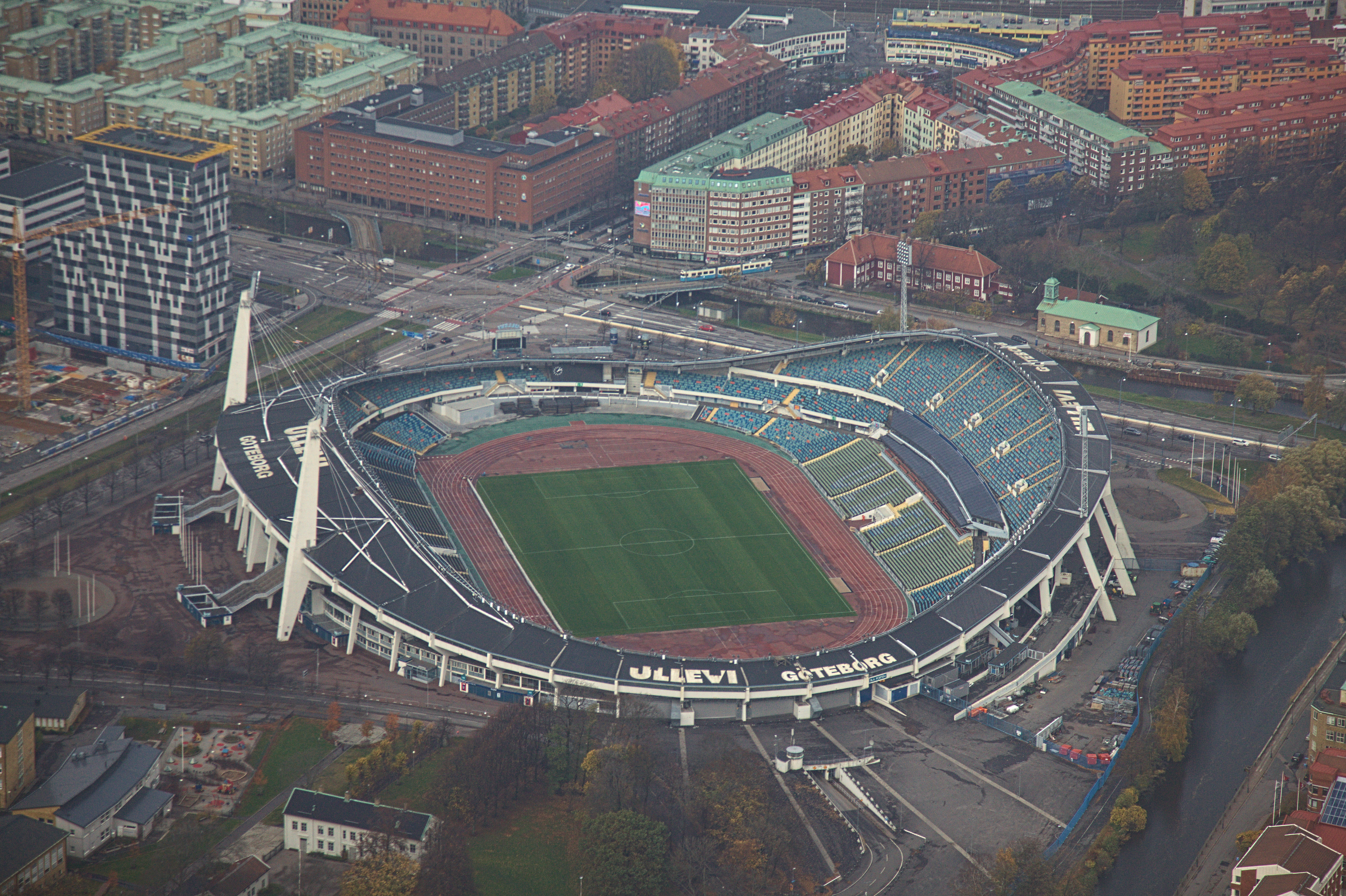
Ullevi i centrala Göteborg.

Sport i Göteborg har genom åren främst förknippats med fotboll[källa behövs]. Göteborg är emellertid en stor sportstad som anordnar flera stora återkommande evenemang inom skilda sporter.
Göteborg har på grund av sitt läge haft goda förbindelser med den moderna idrottens hemland, England, och kom därigenom tidigt att spela en stor roll i det moderna idrottslivet i Sverige.

## Amerikansk fotboll
Göteborg Marvels bildades 2005 genom en sammanslagning av flera göteborgsklubbar och har lag både på herr- och damsidan. Herrlaget har som bäst nått SM-semifinal, medan damlaget som bäst nått SM-final.

## Badminton
Göteborgs Badmintonklubb grundades 1933 och är Sveriges äldsta badmintonklubb. Västra Frölunda BK spelar i Badmintonligan. Även Askims BC och Vårvindens BMK spelar badminton.
En av stadens mest framgångsrika badmintonspelare är Anette Börjesson.

## Bandy

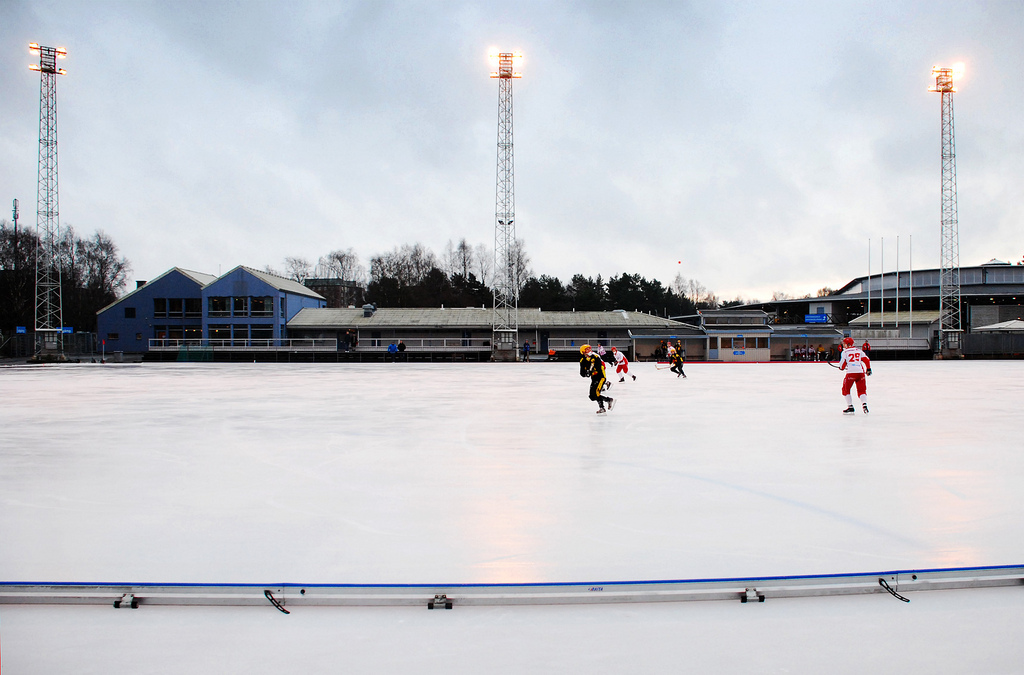
Heden City Bandy mot Oskarströms BK på Ruddalen, 9 december 2009.

Bandy började spelas i Göteborg omkring sekelskiftet 1900. Staden hade tidvis relativt goda lag, men kunde på grund av väderförhållandena vintertid inte göra sig gällande i nationell konkurrens. 1915 bildades Göteborgs Bandyklubb, och 1948 bildades SK Höjden. 1975 grundades Tuve Bandy och Landhockey Klubb, som 2005 bytte namn till Heden City Bandy.
2005 uppgick SK Höjdens A-lagsverksamhet i Gais Bandy, som kvalificerade sig till Elitserien 2011/2012. Man tvingades emellertid dra sig ur serien 2014, då man hade svårt att få till spelbar is på Arena Heden; Gais bandysatsning tog därmed slut. SK Höjdens kvarvarande verksamhet och Heden City Bandy slogs ihop 2009/2010, varpå SK Höjden till denna säsong åter fick ett representationslag på herrsidan.

## Boxning

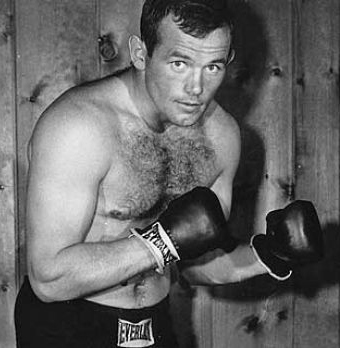
Ingemar Johansson, 1960.

Redan på 1880-talet uppvisade engelsmän boxning i Exercishuset i Göteborg, och 1896 anordnade Göteborgs Atletklubb boxningsmatcher i Lorensbergs Cirkus. Boxningen slog igenom på allvar i slutet av 1910-talet, då Göteborgs Distrikts Idrottsförbund genom en specialkommitté arrangerade de första tävlingarna i staden, där dock inga göteborgare deltog. Den äldsta boxningsklubben i staden är Göteborgs Atletklubb, stiftad – för andra gången – 1917. GAK och Örgryte IS dominerade tills Redbergslids BK grundades 1923, och 1926 lade Örgryte ner sin boxningsverksamhet. Hisingens boxningsklubb grundades 1927, och Majornas BK 1942.
Professionell boxning förekom tidigt i Göteborg, ibland i Balders hage, men oftast i Lorensbergs cirkus. Bland de mer kända tidiga boxarna märks Hugo Widlund (Johnny Widd) och Gunnar Andersson. Ingemar Johansson blev världsmästare 1959.

## Brottning
De första brottningstävlingarna i Göteborg gällde endast brottning i fri stil. I mitten på 1890-talet övergick man till så kallad stående brottning jämte krysstag i Cumberlandstil. Till en början brottades man på sågspån, men övergick därefter till att använda madrass eller matta. De första större brottningstävlingarna i Göteborg hölls omkring 1890. Bland tidiga brottarstjärnor i staden märks Carl Gustafsson.

## Cykel
En av Sveriges äldsta cyklistsammanslutningar var Göteborgs Velocipedklubb, som stiftades 1882. Föreningen anordnade den första cykeltävlingen i landet, den 21 september 1886 i Slottsskogen. Efter tävlingarna i Slottsskogen fick föreningen sin egen bana, Idrottsplatsen. År 1897 framträdde även Göteborgs allmänna velocipedklubb, och 1907 omlades velocipedbanan på Idrottsplatsen och fick doserade kurvor. Här anordnades även tävlingar med motorpace. Velodromen revs 1913 för att lämna plats för Gamla Ullevi.
Hisingens Cykelklubb grundades 1952 och arrangerar årligen motionsloppet Hisingen Runt.

## Fotboll

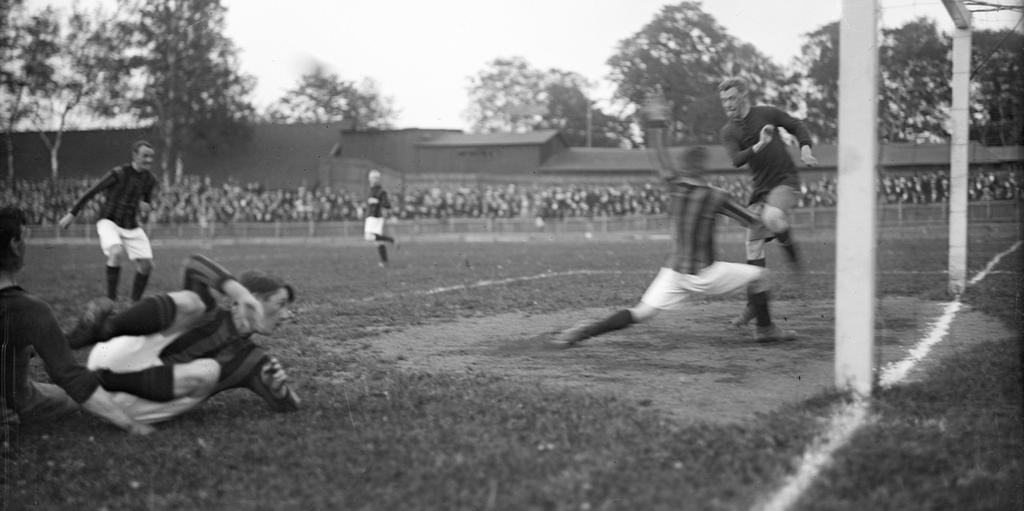
Gais mot Öis i svenska mästerskapet i fotboll 1920.

Fotboll har spelats i Göteborg sedan slutet av 1800-talet. På Exercisheden spelades den troligen första fotbollsmatchen mellan två svenska lag den 22 maj 1892, mellan Örgryte IS och IS Lyckans Soldater.
Bland de mest framgångsrika och populära klubbarna i staden märks IFK Göteborg, Örgryte IS, Gais (som tillsammans utgör Göteborgsalliansen) och på senare år BK Häcken. Även Västra Frölunda IF, Redbergslids IK och Gårda BK har spelat i fotbollsallsvenskan.

## Friidrott
Redan på 1870-talet anordnade Göteborgs Gymnastiksällskap tävlingar i "allmän idrott" i samband med gymnastikuppvisningar. Ett av de första försöken att införa ordnad friidrott efter engelskt mönster i Sverige ägde rum i Göteborg. Efter en del tidigare anordnade professionella tävlingar i löpning i Göteborg, vilka knappast hade karaktären av idrott, arrangerade Göteborgs Bollklubb 1878 "kappspringning" på Heden, på initiativ av sedermera hovstallmästaren James Fredrik Dickson, som senare skänkte de båda Dicksonpokalerna. Tre man startade 1878 i detta lopp på en engelsk mil – troligen den första milelöpningen i Sverige – och segrare blev William Bley på tiden 5.15 minuter. De tävlande löpte i jockeydräkter, och segraren erhöll som pris ett remingtongevär, tvåan en revolver.
De första allmänna tävlingarna i friidrott i Göteborg hölls på Exercisheden 1886. Örgryte IS, som varit Göteborgs mest framgångsrika friidrottsförening, stiftades 1887. Under flera år var Örgryte och IS Lyckans Soldater de främsta föreningar i staden. Örgryte arrangerade sina första tävlingar i Balders Hage 1888, flyttade till Walhalla idrottsplats 1908 och till Slottsskogsvallen 1923.
När Slottsskogsvallen tillkom 1923 gjorde friidrotten i Göteborg stora framsteg. Örgryte arrangerade dels ensamt, dels med IFK Göteborg, stora internationella tävlingar där.
Sedan 1898 har Kungsbackaloppet arrangerats årligen, vilket gör det till Sveriges äldsta idrottstävling. Göteborgsvarvet har arrangerats sedan 1980.

### Örgryte IS

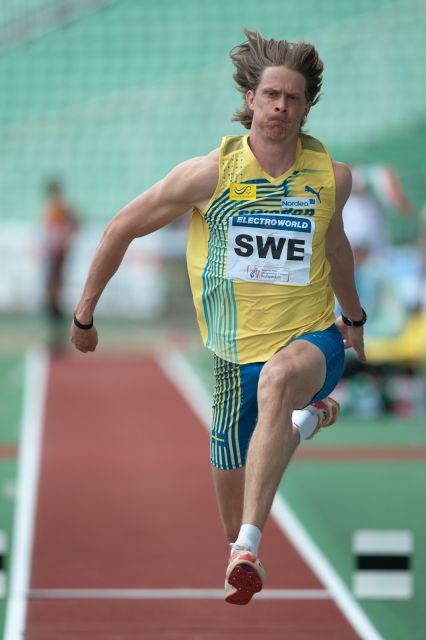
Christian Olsson, 2010.

Örgryte IS har varit en dominerande kraft inom göteborgsk friidrott: Knut "Knatten" Lindberg var en av Sveriges första internationellt berömda idrottsmän i början av 1900-talet, och även Eric Lemming tävlade för Öis. Håkan Lidman var specialist på 110 m häck under 1930- och 1940-talen, och Arne Andersson var förste svensk som sprang 1 500 meter under 3.50 (1939). Dan Waern blev 1957 förste svensk att springa en engelsk mil under fyra minuter.
Höjdhopparen Patrik Sjöberg vann VM-guld 1987 och tog tre OS-medaljer. Bland senare års Öis-friidrottare utmärker sig höjdhopparen Emma Green (VM-brons), trestegshopparen Christian Olsson (OS-guld 2004) och tränaren Yannick Tregaro. Inom stavhopp har Alhaji Jeng och Patrik Klüft tävlat för Örgryte.

## Fäktning
Göteborgs Fäktklubb är en av Sveriges äldsta och mest framgångsrika fäktklubbar.

## Golf
Golf spelades för första gången i Sverige 1891, då den engelske pastorn i Göteborg, doktor Arthur Vandeleur Despard, tillsammans med några i staden bosatta landsmän började bedriva spelet vid Sandviken på Hisingen, och senare vid Arendal. 1902 grundades Göteborgs Golfklubb, och 1904 började man spela på Hovås.

## Gymnastik

Gymnastikuppvisning på Heden, 1913.

Redan på 1850-talet utövades gymnastik i skarpskyttekårerna, och det var bland annat skarpskyttar som 1869 grundade Göteborgs Gymnastiksällskap, landets äldsta nu existerande gymnastikförening. År 1874 bildades Göteborgs Gymnastikförening och tre år senare Majornas Gymnastiksällskap. År 1882 stiftades föreningen Frithiof vid Latinläroverket och 1885 Arbetarnas Gymnastiksällskap, senare kallat Allmänna Gymnastiksällskapet. År 1882 bildades den första gymnastikföreningen för kvinnor, Sköldmön.
Lingförbundet i Göteborg, som stiftades 1912, arrangerade årligen Lingveckorna 1917–1931. År 1930 bildades Göteborgs Gymnastikförbund.

## Handboll
Inom handbollen har Göteborg genom åren spelat en stor roll. I den ursprungliga högsta serien, Allsvenskan, hade staden tidigt fyra klubbar samtidigt: Redbergslids IK, Majornas IK, Sanna IF och Göteborgs IK. I Sveriges tidiga landskamper var göteborgare de mest framträdande landslagsmännen. Redbergslid är Sveriges genom tiderna mest framgångsrika handbollsförening, med 20 SM-guld och 80 säsonger i högsta serien.
1950 grundades IK Sävehof i grannkommunen Partille. Klubben har varit framgångsrik både på herr- och damsidan, och startade 1970 Partille cup, som trots namnet sedan 2004 helt arrangeras i Göteborg.

## Hästsport
På Exercisheden ägde de första svenska hästkapplöpningarna efter engelskt mönster rum 1810. Tävlingarna där blev så småningom riktiga folkfester som samlade uppemot 20 000 åskådare. Göteborg var senare en av de få platser i Sverige där tävlingar årligen hölls under den livliga kapplöpningsperioden på 1860- och 1870-talen. Löpningarna ägde rum först på Exercisheden, därefter i Partille, sedan på Kviberg och från och med juni 1936 på Åbyfältet i Mölndal.
Sedan 1977 hålls Göteborg Horse Show i Scandinavium.

## Innebandy
Pixbo Wallenstam IBK (från Mölnlycke) har framgångsrika lag både på dam- och herrsidan.

## Ishockey

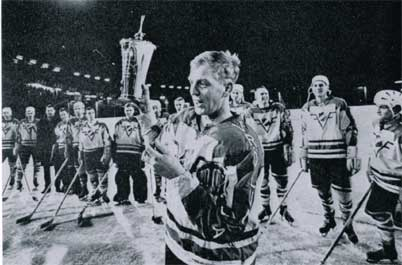
Frölundas Lars-Eric Lundvall med SM-pokalen 1965.

Ishockey bedrevs i Göteborgsområdet först av IF Fellows och Uddens IF. Fellows vann 1940 Göteborgs första distriktsmästerskap i sporten.
Uddens IF uppgick 1954 i Gais, som spelade några säsonger i högsta serien på 1950- och 1960-talen, men redan 1944 hade Västra Frölunda IF tagit upp ishockey på programmet. Frölunda debuterade i högsta serien 1959, och etablerade sig senare under 1960-talet som ett topplag. 1984 avknoppades Frölundas hockeysektion till det som senare skulle bli Frölunda HC. Frölunda har vunnit fem SM-titlar: 1965, 2003, 2005, 2016 och 2019.

## Orientering
IFK Göteborg Orientering tillhör världseliten både på dam- och herrsidan. Även Göteborg-Majorna OK har betydande verksamhet.

## Rodd
Omkring 15 år innan den första roddsammanslutningen i Sverige tillkom bildade några inflyttade engelsmän som var intresserade av sporten en privat roddklubb i Göteborg, som fick namnet Göteborgs Roclub. Göteborgs Gymnastikförenings Roddklubb, senare Göteborgs roddförening, grundades 1879 och Göteborgs roddklubb 1880. Den förra tävlade under 1880- och 1890-talen främst i giggar, men redan 1882 började Roddklubben tävla i utriggade båtar. Båda klubbarna började tidigt tävla i både nationella och internationella regattor och arrangerade svenska och nordiska mästerskap.
Älvrodden på Göta älv var en kraftmätning mellan utvalda åttor från stadens båda roddklubbar. Dess efterföljare Göta Älvrodden har hållits sedan 1951.

## Segling
Segling har gamla anor i Göteborg. Nöjessegling förekom innan den första föreningen, en avdelning av Kungliga Svenska Segelsällskapet, upprättades på 1850-talet. År 1860 grundades Göteborgs Segelsällskap, det första på Västkusten, vilket 1897 ändrade sitt namn till Göteborgs Kungliga Segelsällskap. 1911 startade även Göteborgs kanotförening.

## Simning
Den första simskolan i Göteborg började sin verksamhet 1832, och tio år senare grundades den första simklubben, Göteborgs Simsällskap, en av landets äldsta simföreningar. År 1901 började en mer sportmässig utövning av simidrott i Göteborg, och 1902 stiftades Göteborgs Idrottsförbunds avdelning för simning, senare känd som Simavdelningen 1902. År 1908 grundades Simklubben Göteborg, 1912 bildades Göteborgs Damers Simklubb och 1917 Simklubben Najaden.

## Skidåkning
Skidåkning har bedrivits i Bragebacken och i Hindås. Dessa båda anläggningar invigdes kort efter sekelskiftet 1900.

## Skridsko
Av vinteridrotterna var det skridskoåkningen som fick sin första organisation i Göteborg, då Göteborgs skridskoklubb grundades 1863. 20 år senare tillkom Skridskosällskapet Bore. År 1888 anlade Örgryte IS en skridskobana i Balders hage och 1893 uppgick Bore i Skridskosällskapet Norden, som 1916 övertog den då sedan länge nedlagda Göteborgs skridskoklubbs namn.

## Tennis
Tennis spelades redan på 1880-talet på Särö och i Balders hage. Först i och med Tennispaviljongens tillkomst blev det dock ordentlig fart på spelet. Den första större tennistävlingen i Göteborg hölls i september 1898 på Idrottsplatsens utebanor. Under en lång följd av år saknade staden därefter för allmänheten tillgängliga utebanor. Göteborgs Lawn-tennisklubb grundades 1900 och har sedan dess bedrivit en livlig verksamhet, först i Tennispaviljongen och från 1939 i Mässhallen. Numera håller man till i stadsdelen Torp.

## Sportevenemang

### Återkommande sportevenemang
- Gothia Cup, världens största fotbollscup för ungdomar i åldrarna 11 till 19 år[17]
- Partille Cup, världens största handbollscup för ungdomar i åldrarna 10 till 21 år[18]
- Göteborgsvarvet, världens största halvmaraton som löps varje år i maj och år 2014 var 64 288 löpare anmälda[19]
- Göteborg Horse Show som är en internationell hästtävling som hålls i Scandinavium i Göteborg under påsken. Tävlingarna hålls sedan 1977. 2006 kom det 82 593 besökare till Göteborg Horse Show, vilket var nytt publikrekord för en 4-dagarstävling. Fram till och med 2013 hade tävlingarna lockat totalt 2,5 miljoner besökare[20]
- Göteborg Basketball Festival
- Nordstadssvängen
- Volvo Ocean Race.

### Tidigare sportevenemang

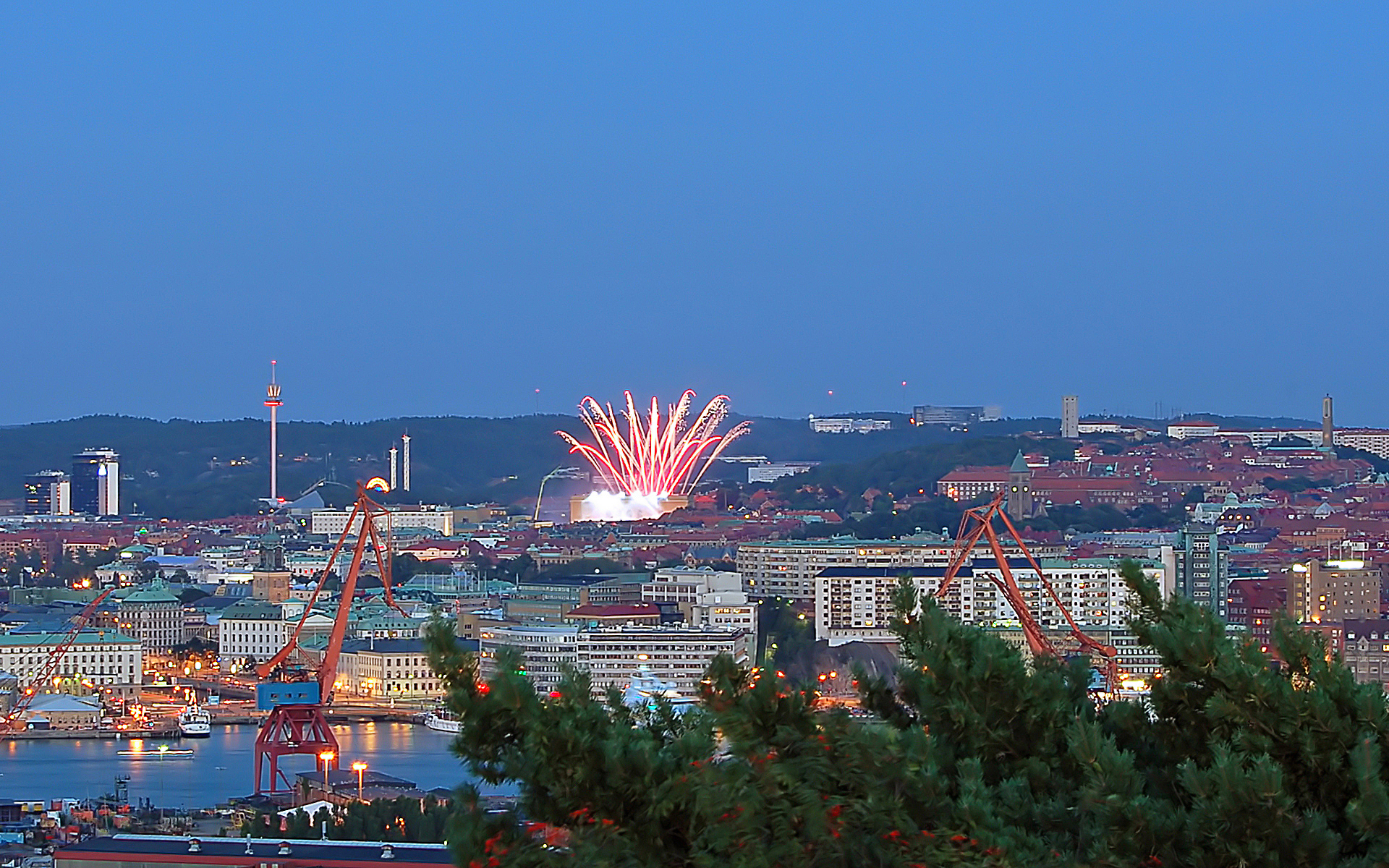
Invigningen av EM i friidrott 2006 på Götaplatsen.

| Världsmästerskap - VM i fotboll 1958 (tillsammans med flera andra orter) - Världsmästerskapen i fäktning 1973 - Världsmästerskapet i handboll för herrar 1993 - Världsmästerskapen i bordtennis 1993 - Världsmästerskapen i friidrott 1995 - Världsmästerskapen i kortbanesimning 1997 - Världsmästerskapet i latinamerikansk dans 1997 - Världsmästerskapet i ishockey för herrar 2002 - Världsmästerskapen i teamåkning 2005, konståkning - Världsmästerskapen i konståkning 2008 | Europamästerskap och andra evenemang - EM i fotboll 1992 - Davis Cup-finalen i tennis 1997, Sverige-USA - Herr-EM i handboll 2002 - Finnkampen år 1947, 1959, 1971, 1999, 2001, 2004, 2005 och 2007 - EM i friidrott 2006 |

## Sportklubbar i Göteborg på elitnivå
Detta är en lista över sportklubbar i Göteborg med omnejd på elitnivå, det vill säga idrottsklubbar som har lag som spelar i en svensk serie på högsta nivå.
| Sport              | Elitserie                          | Lag                                                   | Årtal                                                                                          |
| ------------------ | ---------------------------------- | ----------------------------------------------------- | ---------------------------------------------------------------------------------------------- |
| Amerikansk fotboll | Superserien för herrar             | Göteborg Marvels                                      | 2007–2008                                                                                      |
| Badminton          | Elitserien i badminton             | Askims BC                                             | 2015–2016                                                                                      |
| Badminton          | Elitserien i badminton             | Göteborgs badmintonklubb                              | 2015–2016                                                                                      |
| Badminton          | Elitserien i badminton             | Västra Frölunda BK                                    | 2015–2016                                                                                      |
| Badminton          | Elitserien i badminton             | Vårvindens BMK                                        | 2002–2003, 2015–2016                                                                           |
| Bandy              | Elitserien i bandy                 | IFK Kungälv                                           | 1984/1985, 1997/1998, 1999/2000,                                                               |
| Bandy              | Elitserien i bandy                 | Gais Bandy                                            | 2011–2014                                                                                      |
| Bandy              | Elitserien i bandy                 | Ale-Surte BK                                          | 1991–1992                                                                                      |
| Bandy              | Bandyallsvenskan                   | Ale-Surte BK                                          | 1971–1986                                                                                      |
| Basket             | Svenska basketligan                | Kärcher Basket (även Gothia basket och Högsby basket) | 2006–?                                                                                         |
| Bowling            | Elitserien i bowling för herrar    | BK Joker                                              | 1967–2015, 2019–                                                                               |
| Bowling            | Elitserien i bowling för herrar    | Team Pergamon                                         | ?                                                                                              |
| Bowling            | Elitserien i bowling för damer     | Örgryte IS                                            | ?                                                                                              |
| Fotboll            | Damallsvenskan                     | BK Häcken FF (tidigare Kopparbergs/Göteborg FC)       | 1996–2023                                                                                      |
| Fotboll            | Damallsvenskan                     | Gais                                                  | 1982–1992                                                                                      |
| Fotboll            | Damallsvenskan                     | Jitex BK                                              | 1970–1997, 2006, 2010–2014                                                                     |
| Fotboll            | Fotbollsallsvenskan                | IFK Göteborg                                          | 1924–1938, 1939–1950, 1951–1970, 1977–                                                         |
| Fotboll            | Fotbollsallsvenskan                | Örgryte IS                                            | 1924–1940, 1958–1968, 1970–1973, 1975–1976, 1980–1990, 1993, 1995–2006, 2009                   |
| Fotboll            | Fotbollsallsvenskan                | Gais                                                  | 1924–1938, 1941–1955, 1956–1959, 1964, 1966–1970, 1972–1975, 1988–1992, 2000, 2006–2012, 2024– |
| Fotboll            | Fotbollsallsvenskan                | BK Häcken                                             | 1983, 1993–1994, 1998, 2000–2001, 2005–2006, 2009–                                             |
| Fotboll            | Fotbollsallsvenskan                | Gårda BK                                              | 1935–1943                                                                                      |
| Fotboll            | Fotbollsallsvenskan                | Västra Frölunda IF                                    | 1987–1989, 1992–1995                                                                           |
| Fotboll            | Fotbollsallsvenskan                | Redbergslids IK                                       | 1930/1931                                                                                      |
| Handboll           | Handbollsligan herr                | IK Heim                                               | 2005–2007                                                                                      |
| Handboll           | Handbollsligan herr                | Redbergslids IK                                       | 1934–?, 1983–2023                                                                              |
| Handboll           | Handbollsligan herr                | IK Sävehof                                            | 1983–                                                                                          |
| Handboll           | Handbollsligan herr                | Önnereds HK                                           | 2000–2006, 2013–?, 2018–2023–                                                                  |
| Handboll           | Handbollsligan dam                 | IK Sävehof                                            | 1991–                                                                                          |
| Handboll           | Handbollsligan dam                 | Kärra HF                                              | Totalt sex säsonger                                                                            |
| Handboll           | Handbollsligan dam                 | Kv. IK Sport                                          | ?                                                                                              |
| Handboll           | Handbollsligan dam                 | Önnereds HK                                           | 2001–2010, 2013–2016, 2016–2023                                                                |
| Inlinehockey       | Sweden Inline Hockey League        | Göteborg Revolution Inliners                          | ?                                                                                              |
| Inlinehockey       | Sweden Inline Hockey League        | Jokers IHC                                            | ?                                                                                              |
| Inlinehockey       | Sweden Inline Hockey League        | Landvetter Jets                                       | ?                                                                                              |
| Innebandy          | Svenska Superligan för damer       | Pixbo                                                 | ?                                                                                              |
| Innebandy          | Svenska Superligan för herrar      | IBF Älvstranden                                       | 2001–2004, 2007–2008                                                                           |
| Innebandy          | Svenska Superligan för herrar      | Pixbo                                                 |                                                                                                |
| Ishockey           | Div I, Elitserien, SHL             | Frölunda HC (Västra Frölunda IF)                      | 1959/1960, 1961–1984, 1989–                                                                    |
| Ishockey           | Div I, Elitserien, SHL             | Gais                                                  | 1957/1958, 1960/1961                                                                           |
| Roller Derby       | Elitserien i roller derby          | Dock City Rollers                                     | 2014–                                                                                          |
| Segling            | Elitserien i segling               | GKSS                                                  | ?                                                                                              |
| Squash             | Elitserien i squash                | Team Göteborg Squashklubb                             | ?                                                                                              |
| Volleyboll         | Elitserien i volleyboll för damer  | G70 Göteborg                                          | 14 säsonger                                                                                    |
| Volleyboll         | Elitserien i volleyboll för damer  | Göteborg VBK                                          | >24 säsonger                                                                                   |
| Volleyboll         | Elitserien i volleyboll för damer  | Tapper                                                | 4 säsonger                                                                                     |
| Volleyboll         | Elitserien i volleyboll för herrar | Finlandia                                             | 10 säsonger                                                                                    |
| Volleyboll         | Elitserien i volleyboll för herrar | Göteborg VBK                                          | 2 säsonger                                                                                     |
| Volleyboll         | Elitserien i volleyboll för herrar | Tapper                                                | 18 säsonger                                                                                    |

## Arenor och idrottsplatser

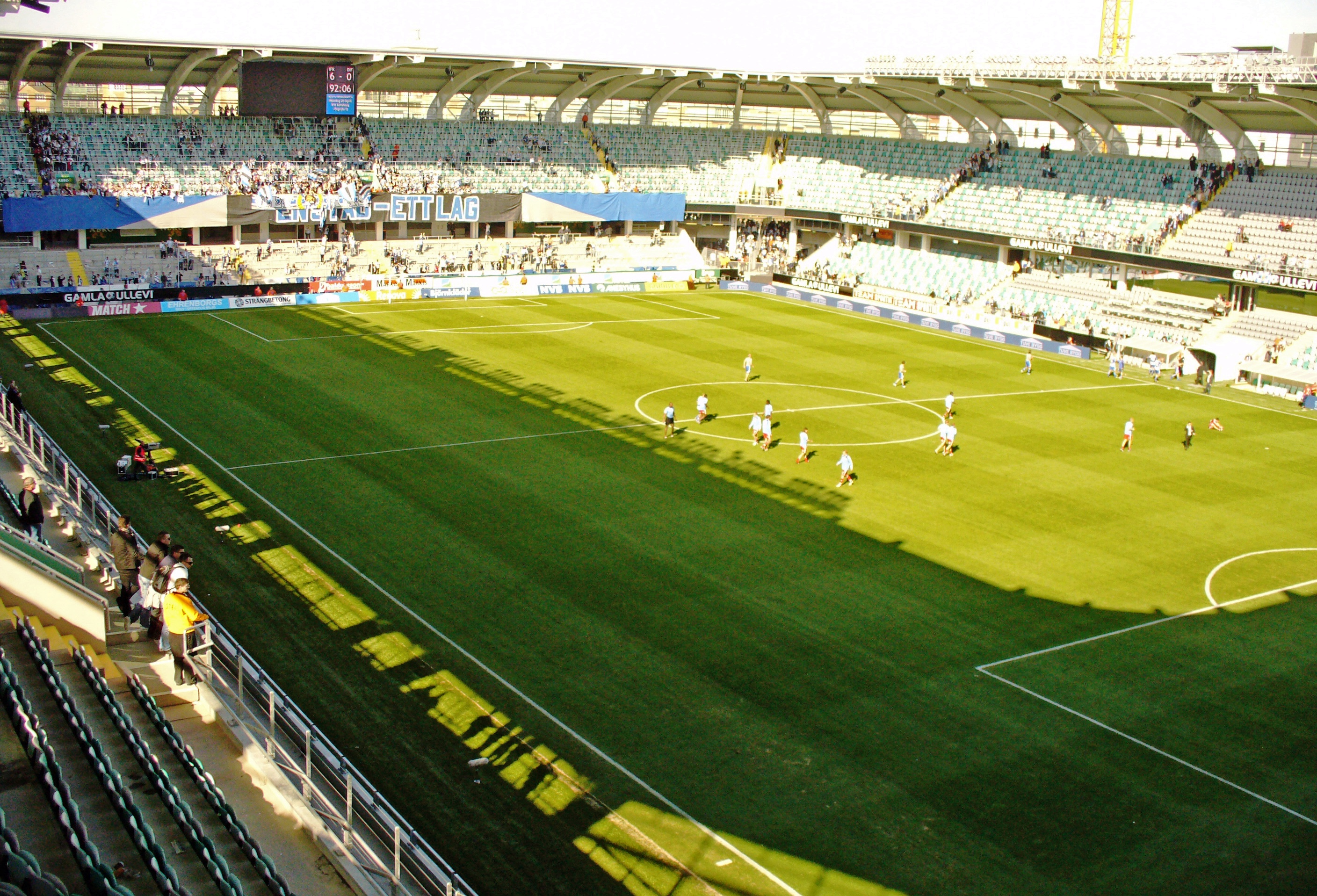
Gamla Ullevi inifrån efter matchen IFK Göteborg - Djurgårdens IF 11 april 2009.

Se också: Kategori:Sportanläggningar i Göteborg
| - Bunkeberget (Area 51) - Frölundaborgs isstadion - Gamla Ullevi - Göteborgs Curlinghall - Lisebergshallen - Rambergsvallen - Ruddalens IP | - Scandinavium - Slottsskogsvallen - Ullevi - Valhalla idrottsplats - Valhalla Sporthall - Överåsvallen - Gothia Arena (baskethall) |